# Cesare Bovo
Cesare Bovo, född 14 januari 1983 i Rom, är en italiensk före detta professionell fotbollsspelare. 
Vid fotbollsturneringen under OS 2004 i Aten deltog han det italienska U23-laget som tog brons.